# Романовская школа (Тверь)
Романовская школа — историческое здание в Центральном районе Твери, на улице Салтыкова-Щедрина, 27. Памятник архитектуры регионального значения.
К 300-летию династии Романовых, 1912—1913 годах, было построено здание начального училища в Твери. Архитектурный стиль — модерн. Авторы проекта — инженеры П. Ф Богомолов и Н. Н. Покровский.
До Великой Отечественной войны в этом здании также находилась областная библиотека. С 1954 года в здании располагается детская школа искусств № 1 имени М. П. Мусоргского.